# Fermanville

Fermanville este o comună în departamentul Manche, Franța. În 1 ianuarie 2022 avea o populație de 1.291 de locuitori.